# George Thompson (baloncestista)
George Thompson (Brooklyn, Nueva York, 29 de noviembre de 1947-8 de junio de 2022) fue un jugador de baloncesto estadounidense que disputó cinco temporadas en la ABA y una más en la NBA. Con 1,88 metros de estatura, jugaba en la posición de base.

## Trayectoria deportiva

### Universidad
Jugó durante tres temporadas con los Golden Eagles de la Universidad de Marquette, en las que promedió 20,4 puntos por partido, un total de 1.773, ambas cifras récord de su universidad durante cuarenta años, cuando le arrebató ambos Jerel McNeal en 2009.

### Profesional
Fue elegido en la sexagésimo sexta posición del Draft de la NBA de 1969 por Boston Celtics, y también por los Pittsburgh Pipers en el draft de la ABA, fichando finalmente por estos últimos. Allí, en su primera temporada, actuando como suplente, promedió 13,0 puntos y 1,7 rebotes por partido.
Al año siguiente el equipo cambió su denominación por la de Pittsburgh Condors, a la vez que Thompson se convertía en titular indiscutible. Esa temporada promedió 18,5 puntos y 3,5 rebotes, y al año siguiente subió hasta los 27,0 puntos y los 5,0 rebotes por partido, que le valieron para disputar su primer All-Star Game, en el que consiguió diez puntos y dos asistencias para el equipo del Este.
Pero en 1972 la franquicia quebró, provocando un draft de dispersión, siendo elegido en primera posición por los Memphis Tams. En su nuevo equipo volvió a hacer una buena temporada, promediando 21,6 puntos y 5,0 asistencias, siendo el jugador con más tiros libres con 543, batiendo además el récord de lanzamientos intentados desde la línea en un partido, ante los San Diego Conquistadors, con veintinueve, de los que convirtió veinticuatro. Esa temporada disputó además su segundo All-Star Game, en el que consiguió nuevamente diez puntos para el equipo del Este.
Al año siguiente disputaría su última temporada en los Tams y en la ABA, disputando por tercera vez consecutiva el All-Star Game, logrando sus diez puntos de rigor para el equipo del Este. Al término de la misma se convirtió en agente libre, fichando por los Milwaukee Bucks de la NBA, donde jugaría su última temporada como profesional, promediando 10,7 puntos y 3,1 asistencias por partido.

## Estadísticas de su carrera en la NBA y la ABA

### Temporada regular
| Temporada | Edad | Equipo             | Liga  | P   | TIT | MIN  | TC  | TCA  | %TC  | 3P  | 3PA | %3P  | TL  | TLA | %TL  | R.OF. | R.DEF. | REB | ASIS | ROB | TAP | PER | FP  | PTS  |
| 1969-70   | 22   | Pittsburgh Pipers  | ABA   | 54  |     | 18.8 | 4.8 | 10.9 | .441 | 0.1 | 0.6 | .219 | 3.3 | 4.8 | .677 | 0.9   | 0.9    | 1.7 | 1.4  |     |     | 1.6 | 2.0 | 13.0 |
| 1970-71   | 23   | Pittsburgh Condors | ABA   | 82  |     | 30.1 | 7.0 | 14.9 | .471 | 0.3 | 1.1 | .256 | 4.2 | 5.9 | .715 | 1.6   | 2.0    | 3.5 | 2.5  |     |     | 2.4 | 2.6 | 18.5 |
| 1971-72   | 24   | Pittsburgh Condors | ABA   | 70  |     | 41.5 | 9.9 | 20.7 | .481 | 0.6 | 1.9 | .311 | 6.5 | 8.3 | .779 | 2.2   | 2.8    | 5.0 | 3.7  |     |     | 3.1 | 2.9 | 27.0 |
| 1972-73   | 25   | Memphis Tams       | ABA   | 80  |     | 36.6 | 7.2 | 15.9 | .456 | 0.3 | 0.9 | .274 | 6.9 | 8.8 | .784 | 1.2   | 2.1    | 3.3 | 5.0  |     |     | 3.1 | 3.1 | 21.6 |
| 1973-74   | 26   | Memphis Tams       | ABA   | 78  |     | 35.0 | 6.9 | 14.5 | .475 | 0.1 | 0.7 | .185 | 5.3 | 6.7 | .790 | 1.2   | 2.3    | 3.5 | 5.1  | 1.5 | 0.3 | 2.7 | 3.0 | 19.2 |
| 1974-75   | 27   | Milwaukee Bucks    | NBA   | 73  |     | 27.2 | 4.2 | 9.5  | .443 |     |     |      | 2.3 | 2.9 | .785 | 0.7   | 1.8    | 2.5 | 3.1  | 0.9 | 0.1 |     | 2.8 | 10.7 |
| Total     |      |                    | TOTAL | 437 |     | 32.1 | 6.8 | 14.5 | .465 | 0.3 | 1.0 | .265 | 4.8 | 6.3 | .762 | 1.3   | 2.0    | 3.3 | 3.6  | 1.2 | 0.2 | 2.6 | 2.8 | 18.6 |
|           |      |                    | ABA   | 364 |     | 33.1 | 7.3 | 15.5 | .468 | 0.3 | 1.0 | .265 | 5.3 | 7.0 | .760 | 1.4   | 2.1    | 3.5 | 3.7  | 1.5 | 0.3 | 2.6 | 2.8 | 20.1 |
|           |      |                    | NBA   | 73  |     | 27.2 | 4.2 | 9.5  | .443 |     |     |      | 2.3 | 2.9 | .785 | 0.7   | 1.8    | 2.5 | 3.1  | 0.9 | 0.1 |     | 2.8 | 10.7 |

## Fallecimiento
George Thompson falleció la mañana del 8 de junio de 2022 por complicaciones de la diabetes.